# Ernest Feydeau

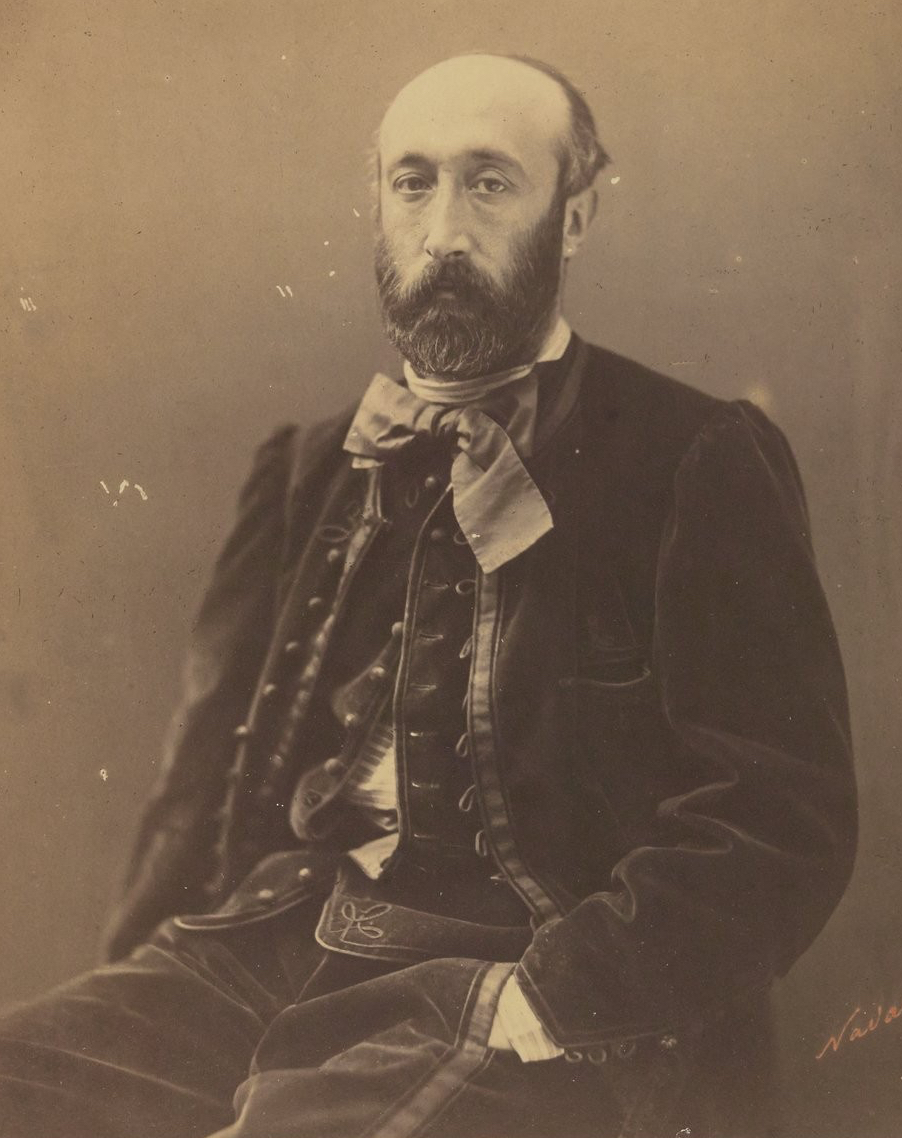
Feydeau fotografiado por Nadar hacia 1859.

Ernest-Aimé Feydeau (París, 16 de marzo de 1821-París, 29 de octubre de 1873) fue un escritor francés.

## Biografía
En 1844 se dio a conocer con un libro de poesías, Les nationales; luego se dedicó a asuntos bursátiles y a investigaciones arqueológicas, habiendo insertado algunos artículos sobre arqueología en Le Moniteur universel, La Presse y otros periódicos. Por aquel tiempo dio comienzo a una Histoire des usages funèbres et des sépultures des peuples anciens (París, 1857-1861), que dejó inacabada. En 1858 publicó su novela más famosa, Fanny, que tuvo dieciséis ediciones en diez meses y más de treinta en pocos años.
Escribió otras novelas como Daniel (1859); Cathérine d'Overmeire (1860); Sylvie (1861); la trilogía conformada por Un début à l'Opéra (1860), Monsieur de Saint-Bertrand y Mari de la danseuse (1863); Le secret du bonheur (1864); La comtesse de Chalis ou les moeurs du jour (1867); Le roman d'une jeune mariée (1867); Les aventures du baron de Féreste (1869); Les amours tragiques (1870); Le lyon devenu vieux (1872), y Mémoires d'un coulissier (1873), entre otras.
Además, publicó Les quatre saisons (1858), poema en prosa; Alger (1862); Du luxe, des femmes, des moeurs, de la littérature et de la vertu (1866); Consolation (1872); L'Allemagne en 1871 (1872); L'art de plaire (1873); Theophile Gautier, souvenirs intimes (1873), etcétera. Al teatro dio la comedia Monsieur de Saint-Bertrand (1865) y Un coup de Bourse (1868).
En 1865, por poco tiempo, fue redactor en jefe del diario político L'Époque y en 1869 fundó la Revue Internationale de l'Art et de la Curiosité. Estuvo casado con una hija del economista Adolphe Blanqui.